# گواهی عمومی آموزش ثانوی
گواهی عمومی آموزش ثانوی (به انگلیسی: General Certificate of Secondary Education) (اختصاری GCSE) آزمونی است که در انگلستان، ولز و ایرلند شمالی گرفته می‌شود. این آزمون معمولاً در سن ۱۶ سالگی داده می‌شود اما محدودیت سنی ندارد. در این مقطع ۹–۱۰ واحد درسی را دانش‌آموزان می‌توانند بردارند که عبارتند از:

## واحدهای درسی

### زبان‌ها
زبان‌های جدید:
- عربی
- بنگالی
- چینی
- هلندی
- فرانسوی
- آلمانی
- یونانی نوین
- گجراتی
- عبری نوین
- هندی
- اندونزیایی
- ایرلندی
- ایتالیایی
- ژاپنی
- مالتی
- فارسی
- لهستانی
- پرتغالی
- پنجانی
- روسی
- اسپانیایی
- ترکی
- اردو
- ولزی

زبان‌های باستانی
- یونانی باستان
- عبری باستان
- لاتین